# Homonota williamsii
Homonota williamsii es una especie de lagarto gekónido del género Homonota. Es un saurio de hábitos nocturnos y de dieta insectívora que habita en el centro-este del Cono Sur de Sudamérica.

## Distribución y hábitat

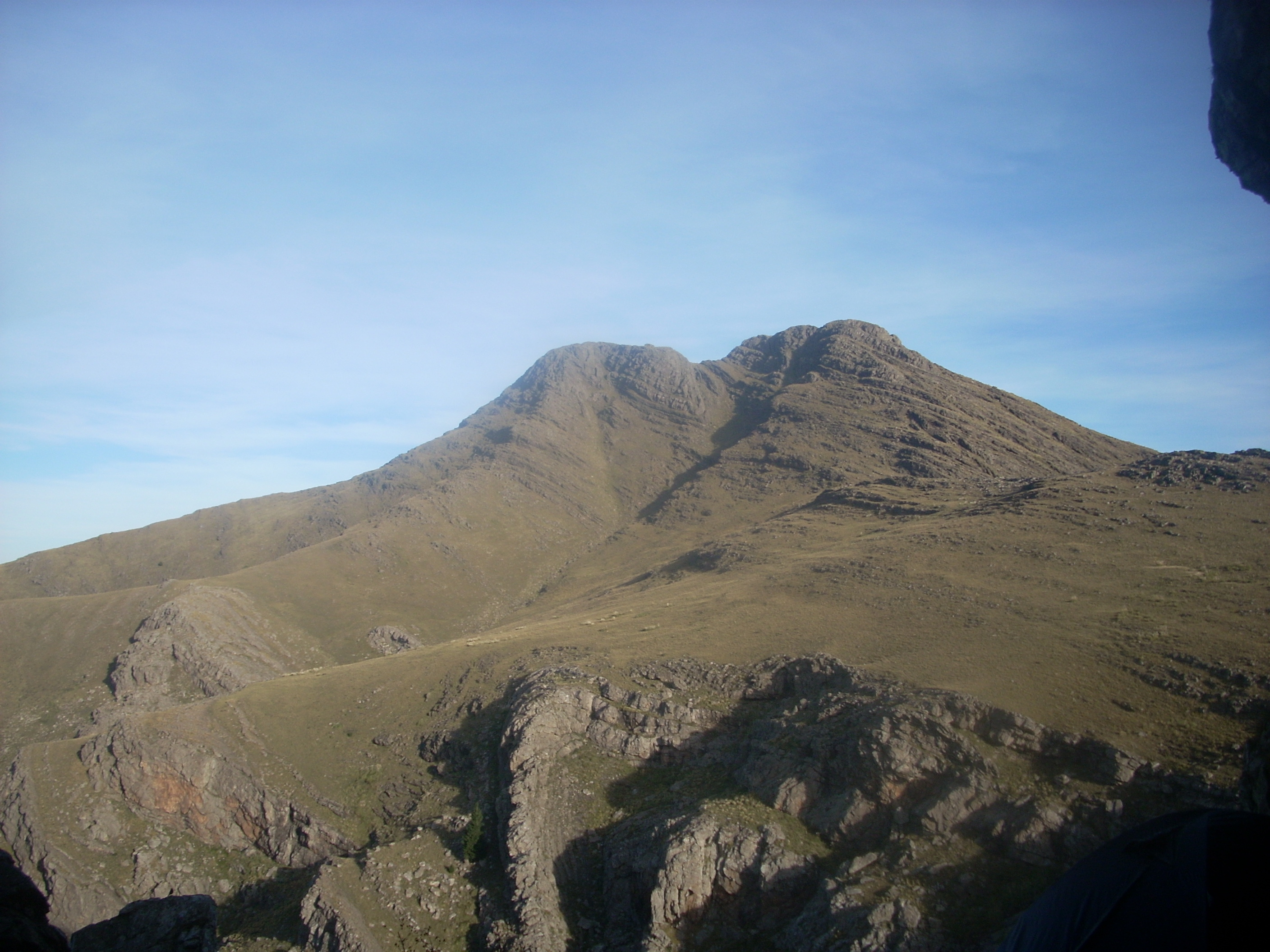
Cerro Tres Picos, con roqueríos entre el pastizal serrano, el hábitat de este lagarto.

Homonota williamsii es un endemismo de la Argentina, siendo exclusivo del las sistema serrano de Ventania, macizo del sudoeste de la provincia de Buenos Aires, en el área centro-este del país.
Habita en zonas rocosas entre el pastizal serrano, comprendido dentro del distrito fitogeográfico pampeano austral de la provincia fitogeográfica pampeana, en una región de sierras rocosas de entre unos 300 m s. n. m. hasta 1239 m s. n. m., posicionadas en una matriz de pastizales esteparios sobre una llanura loésica carente de elementos líticos y en altitud próxima al nivel marino. Este ámbito de aislamiento por insularización biológica favoreció la evolución alopátrica y la especiación genética.

## Taxonomía
Homonota williamsii fue descrita originalmente en el año 2012 por los herpetólogos Luciano Javier Ávila, Cristian Hernán Fulvio Pérez, Ignacio Minoli y Mariana Morando.
La asignación de la población ventanícola a una especie propia y endémica de ese sistema orográfico, ha dejado en desequilibrio taxonómico a las poblaciones de Homonota que habitan en las sierras de La Brava y La Vigilancia, pertenecientes al conjunto serrano de Balcarce, porción oriental del sistema de Tandilia, las que eran asignadas a Homonota borellii, al quedar distanciadas de las más próximas poblaciones de esta última, que son hacia el oeste las del caldenal pampeano (a 500 km por sobre la geonemia de H. williamsii), y hacia el norte las de los alrededores de la ciudad de Santa Fe (por cerca de 800 km). Las más cercanas de las poblaciones balcarceñas son las de H. williamsii, separadas por 300 km.
Localidad tipo
La localidad tipo es: ‘‘Sierra de la Ventana, camino al cerro Tres Picos por la Estancia Funke (38º08'10"S 61º59'10"W, a una altitud de 601 m s. n. m.), partido de Tornquist, provincia de Buenos Aires, Argentina’’.
Ejemplares tipo
El ejemplar holotipo es el asignado con el código MLP.S 2630, un macho adulto colectado el 25 de junio de 2006 por C. H. F. Pérez y P. F. Petracci.
Los paratipos son:
- LJAMM-CNP 6517, un macho adulto con los mismos datos que el holotipo.
- LJAMM-CNP 11834-11835, dos machos adultos colectados por C. H. F. Pérez el 7 de octubre de 1999 en el cerro Bahía Blanca (38º04'07"S, 61º59'02"W, 723 m s. n. m.), sierra de la Ventana, partido de Tornquist, provincia de Buenos Aires, Argentina.
- LJAMM-CNP 11837, un macho adulto colectado por C. H. F. Pérez el 7 de octubre de 1999 en el cerro Curamalal (37º43'17"S, 62º13'59"W, 915 msnm), partido de Tornquist, provincia de Buenos Aires, Argentina.
- LJAMM-CNP 11838, una hembra adulta colectada por C. H. F. Pérez el 7 de octubre de 1999 en el cerro Curamalal (37º43'17"S, 62º13'59"W, 915 m s. n. m.), partido de Tornquist, provincia de Buenos Aires, Argentina,.
- LJAMM-CNP 11836, un macho adulto colectado por C. H. F. Pérez el 7 de octubre de 1999 en el abra de Los Vascos (38º15'34"S, 61º54'37"W, 454 m s. n. m.), Sierra de la Ventana, partido de Tornquist, provincia de Buenos Aires, Argentina.
- BYU 47931, BYU 47933-47934, hembras adultas de las proximidades del parque provincial Ernesto Tornquist (38º03'18.6"S, 62º00'51.6"W, 848 m s. n. m.) partido de Tornquist, provincia de Buenos Aires, Argentina, colectadas por C. H. F. Pérez el 5 de marzo de 2002.
- BYU 47932, un macho adulto de las proximidades del parque provincial Ernesto Tornquist (38º03'18.6"S, 62º00'51.6"W, 848 m s. n. m.) partido de Tornquist, provincia de Buenos Aires, Argentina, colectado por C. H. F. Pérez el 5 de marzo de 2002.

Etimología
Etimológicamente el término genérico Homonota deriva de las palabras en idioma griego homos que significa ‘uniforme’, ‘mismo’, ‘similar’ y notos que se traduce como ‘dorso’ o ‘espalda’. 
El nombre específico williamsii refiere al apellido del herpetólogo argentino Jorge Daniel Williams, a quien le fue dedicada la especie. Williams está a cargo de la colección herpetológica del Museo de La Plata, es uno de los fundadores de la Asociación Herpetológica Argentina (AHA), de la que fue presidente durante una década.  Defensor entusiasta de la herpetofauna de la provincia de Buenos Aires a la cual dedicó principalmente sus investigaciones.

## Características
Homonota williamsii es un lagarto mediano, de unos 48 mm entre hocico y cloaca. Una combinación de caracteres diagnósticos permite separarlo de otras especies del género Homonota. 
Coloración
El patrón cromático dorsal en donde exhibe un reticulado de color marrón oscuro dispuesto sobre un fondo grisáceo salpicado de pequeñas manchas blancas y vientre blanco con manchas oscuras.
Lepidosis
Escamas dorsales quilladas; las escamas subcaudales son alargadas longitudinalmente y alternan en tamaño; conducto auditivo oblicuo con borde posterior dentado formado por escamas cónicas y recuento promedio de escamas dorsales y de escamas alrededor de la mitad del cuerpo diferente al de todas las otras especies del género.

## Hábitos
Homonota williamsii es un lagarto saxícolo, terrestre y nocturno. Es posible que hiberne durante el invierno austral, época en la cual en su geonemia la temperatura es muy baja y son frecuentes algunas nevadas. Se lo encuentra bajo piedras, tanto en las cumbres serranas como en la base de los cerros. Ante el peligro escapa veloz con su cuerpo levantado, sin tocar el suelo con el vientre. Si es capturado emite vocalizaciones agudas.
Reproducción
Se reproduce de manera ovípara. Dos hembras capturadas pusieron 1 huevo cada una, en el mes de diciembre. Al comienzo de febrero nacieron las crías, las que midieron 45 mm de largo total.